# Rio Machado (vattendrag i Brasilien, Minas Gerais)
Rio Machado är ett vattendrag i Brasilien.   Det ligger i delstaten Minas Gerais, i den sydöstra delen av landet, 700 km söder om huvudstaden Brasília.
Omgivningarna runt Rio Machado är en mosaik av jordbruksmark och naturlig växtlighet. Runt Rio Machado är det ganska glesbefolkat, med 45 invånare per kvadratkilometer.